# کفکی (بیرجند)
کفکی یک روستا در ایران است که در شهرستان بیرجند واقع شده‌است. کفکی ۴۳ نفر جمعیت دارد.